# Begonia acida
Begonia acida es una especie de planta perenne perteneciente a la familia Begoniaceae. Es originaria de Sudamérica.

## Distribución
Se encuentra en  Brasil en la Mata Atlántica en Río de Janeiro.

## Taxonomía
Begonia acida fue descrita por José Mariano da Conceição Vellozo y publicado en Florae Fluminensis Icones 10, pl. 49. 1827.
Etimología
Begonia: nombre genérico, acuñado por Charles Plumier, un referente francés en botánica, honra a Michel Bégon, un gobernador de la excolonia francesa de Haití, y fue adoptado por Linneo.
acida: epíteto del término latino acidus que significa "agrio, ácido".